# 仙台市立仙台第二工業高等学校
仙台市立仙台第二工業高等学校（せんだいしりつ せんだいだいにこうぎょうこうとうがっこう）は、宮城県仙台市宮城野区あった市立の定時制工業高等学校。全日制の仙台市立仙台工業高等学校と同じ敷地内にあった。

## 設置学科
- 建築土木科
- 機械科

## 沿革
- 1896年（明治29年） - 仙台市徒弟実業学校（仙台工業学校の前身）が開校。
- 1915年（大正4年） - 仙台工業学校の夜間部として「市立仙台工業補習学校」を併設・開校（事実上の仙台第二工業高等学校の前身）。
- 1948年（昭和23年） - 新制高等学校として仙台工業高等学校（現・仙台市立仙台工業高等学校）が発足。
- 1965年（昭和40年） - 仙台工業高等学校の第二部が独立し、仙台第二工業高等学校となる。
- 2009年（平成21年） - 校名を仙台市立仙台第二工業高等学校に改称。
- 2010年（平成22年） - 仙台市立仙台工業高等学校に再統合される形で廃止。本校の課程は仙台工業高等学校の定時制課程として継承された。